# Sävetjärnen, Lappland
Sävetjärnen är en sjö i Storumans kommun i Lappland och ingår i Umeälvens huvudavrinningsområde. Sjön har en area på 0,178 kvadratkilometer och ligger 273 meter över havet.

## Delavrinningsområde
Sävetjärnen ingår i det delavrinningsområde (720739-159430) som SMHI kallar för Mynnar i Umeälvens vattendragsyta. Medelhöjden är 283 meter över havet och ytan är 42,27 kvadratkilometer. Räknas de 152 avrinningsområdena uppströms in blir den ackumulerade arean 2 546,48 kvadratkilometer. Juktån som avvattnar avrinningsområdet har biflödesordning 2, vilket innebär att vattnet flödar genom totalt 2 vattendrag innan det når havet efter 206 kilometer. Avrinningsområdet består mestadels av skog (70 procent). Avrinningsområdet har 7,14 kvadratkilometer vattenytor vilket ger det en sjöprocent på 17 procent.